# Vrydagzynea neohibernica
Vrydagzynea neohibernica är en orkidéart som beskrevs av Rudolf Schlechter. Vrydagzynea neohibernica ingår i släktet Vrydagzynea och familjen orkidéer. Inga underarter finns listade i Catalogue of Life.